# Saint-Vincent-de-Paul-plébániatemplom (Párizs)
A Saint-Vincent-de-Paul-plébániatemplom (Hivatalos francia neve: Église Saint-Vincent-de-Paul; magyarul: Páli Szent Vince-plébániatemplom) egy római katolikus templom, mely Párizs X. kerületében, a Liszt Ferenc téren található. Az 1824 és 1844 között épült templom Páli Szent Vince francia szentről kapta nevét. A környező negyed a templom után a Quartier Saint-Vincent-de-Paul nevet viseli.

## Története

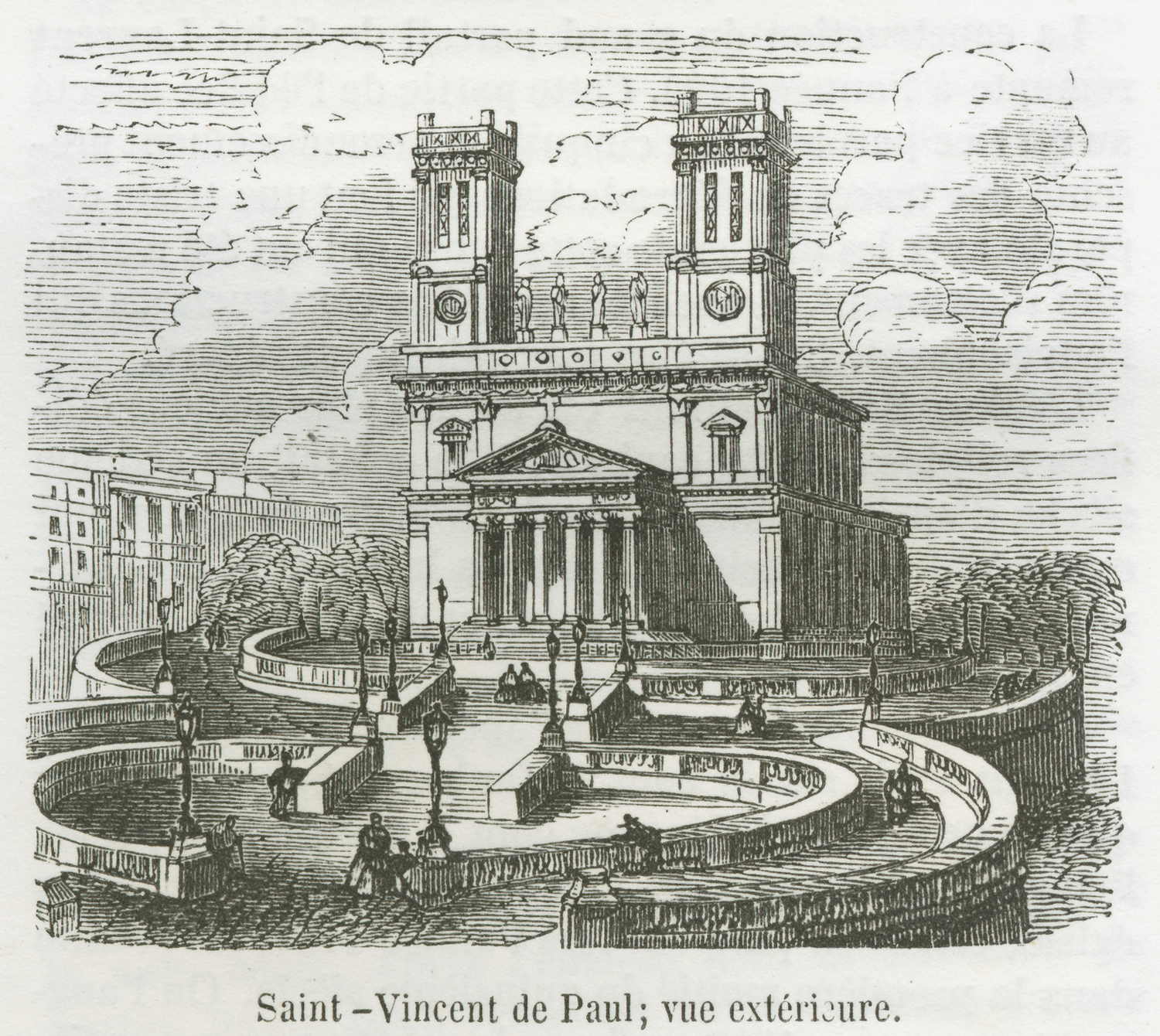
A templom egy 1855-ös ábrázoláson

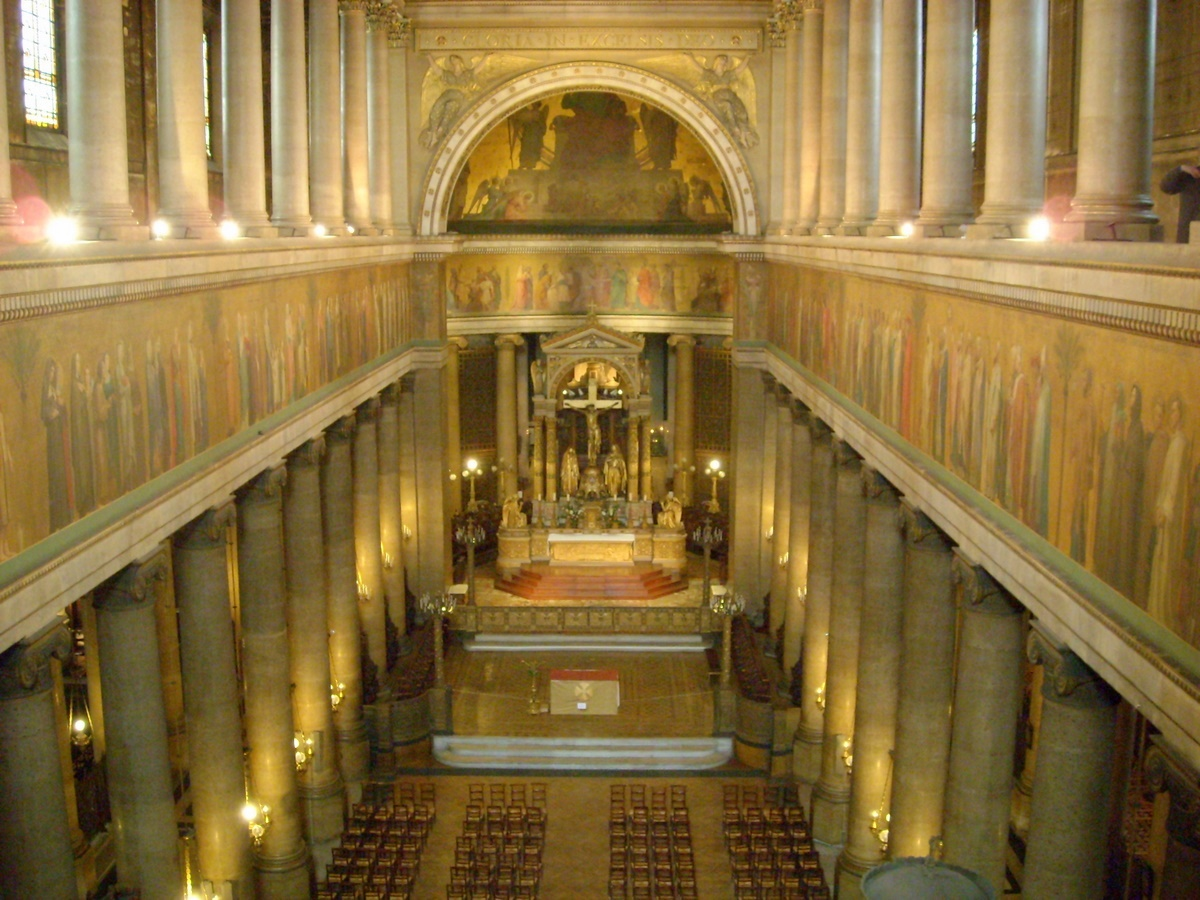
A templom belseje a karzatról nézve

A templomot 1824-ben, az egykori Saint-Lazare-börtön helyén kezdték el építeni. A közelben volt a Páli Szent Vince által 1632-ben alapított lazarista kórház (Maison Saint-Lazare), ahol a templom névadója is dolgozott.
A templom megtervezésével és az építkezés kezdeti szakaszának felügyeletével Jean-Baptiste Lepère francia építészt bízták meg. Az alapkőletételre 1824. augusztus 15-én került sor Gaspard de Chabrol rendőrprefektus és Hyacinthe-Louis de Quelen párizsi érsek jelenlétében. Az építési munkálatok azonban lassan haladtak, az 1830-as forradalom miatt keletkező anyagi nehézségek miatt többször is félbeszakadtak. 1831-ben Lepère német származású veje, Jacques Ignace Hittorff építész felügyelte a munkát, és így 1844-re elkészülhetett a plébániatemplom. Végül 1844. október 25-én került felszentelésre.
Hittorff az eredeti terveket (melyek egyetlen tornyot sem tartalmaztak) alaposan átalakította, a templom bejáratát a Place Franz-Liszt felé fordította, illetve rámpákat is tervezett, hogy lovaskocsikkal is megközelíthető legyen.
A templom számos vallási épület építészeti megoldását tartalmazza, anélkül, hogy pontos másolata lenne valamelyik templomnak. Az ókori görög templomokéhoz hasonló portikusz oromzatán Charles-François Lebœuf-Nanteuil szobrász „Páli Szent Vince apoteózisa” című alkotása látható: a középpontban álló szentet az életét ábrázoló figurák fogják közre (egy misszionárius, egy gályarab, néhány gyermekeket és betegeket gondozó irgalmas nővér). Hippolyte Flandrin alkotása a hajó belső falán húzódik az 1848 és 1853 között készült freskó, melyen 160 férfi és női szent látható, amint a szentély felé haladnak. A templomhoz később hozzáadott Miasszonyunk-kápolna díszítését  William-Adolphe Bouguereau készítette 1885 és 1889 között. A központi oltár Kálvária-szobrát François Rude alkotta.
A Párizsi kommün alatt az épület megrongálódott: a tornyokat hét, a teraszt és a lépcsőket több mint húsz találat érte, melyeket a Père-Lachaise temetőből lőttek.
A templomot a Francia Kulturális Minisztérium 1944. november 30-án francia építészeti örökséggé nyilvánította.
A templom közelében található a Gare du Nord pályaudvar, mely az Eurostar nagysebességű járatának egyik végállomása. Éppen ezért a londoni végállomáshoz, a St Pancras pályaudvarhoz közeli St Pancras Old Church-al testvértemplomi kapcsolatot ápol a plébánia. Ezt a kapcsolatot 2007. december 11-én kétnyelvű szertartás keretében szentesítették a londoni templomban.

## Orgonái
A templomban két orgona van: a nagy orgona és a kórus orgonája (orgue du choeur). Az évek folyamán több híresség is címzetes orgonistaként szolgálta a plébániát: Louis Braille, Léon Boëllmann, Alexandre Georges, Henri Nibelle, Louis Morand, Jean Costa. A jelenlegi kántor Pierre Cambourian.
A templom nagyobbik orgonáját 1852-ben készítette Aristide Cavaillé-Coll orgonakészítő. Eredetileg 47 regiszterrel, 3 billentyűzettel és 2669 síppal készült. Jelenleg 4 manuális- és pedál billentyűzettel, 66 regiszterrel, 4949 síppal rendelkezik.
A kórus orgonája 1858-ban készült el Cavaillé-Coll tervei alapján. 20 regiszterrel, 2 billentyűzettel és pedállal rendelkezik.

## Galéria

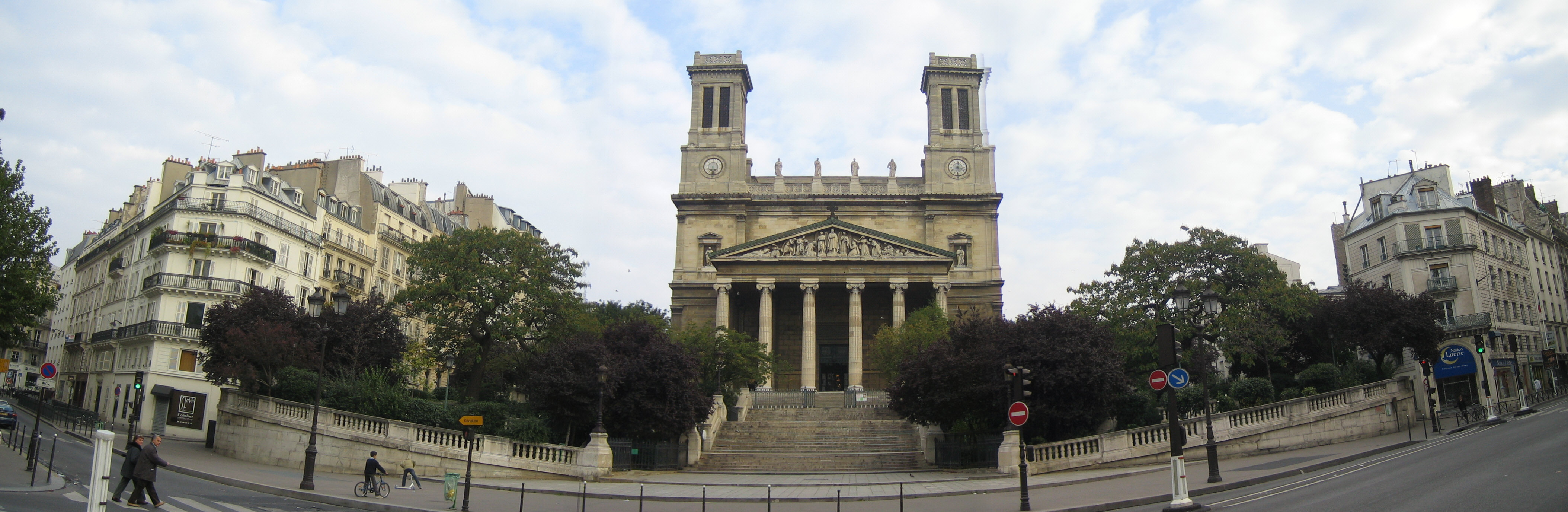
A templom panorámaképe

- A templom kórusa
- A homlokzat szobrai
- A Szentháromság ábrázolása
- A templom távolból
- Páli Szent Vince szobra a templomban
- A nagy orgona

## A templom filmen
A templom több alkalommal is felbukkan Louis Malle Zazie a metrón című 1960-as filmjében. Több jelenetet a szomszédos is a Rue Bossuet-en vettek fel.
Néhány másodpercig az Isabelle Doval rendezte Halálosan vicces című 2003-as filmben is látható az építmény.